# Wolfgang Feige
Wolfgang Feige (* 27. August 1949) war Fußballspieler in der DDR. Für Hansa Rostock spielte er 1977 kurzzeitig in der Oberliga, der höchsten Fußballklasse des DDR-Fußballverbandes.

## Sportlicher Werdegang
Feige absolvierte von 1972 bis 1975 einen dreijährigen Militärdienst bei der Nationalen Volksarmee der DDR. In dieser Zeit spielte er für die Armeesportgemeinschaft Vorwärts Neubrandenburg in der zweitklassigen DDR-Liga Fußball. In den Spielzeiten 1973/74 und 1974/75 war er erfolgreichster Torschütze seiner Mannschaft mit elf bzw. fünfzehn Punktspieltreffern.
Nach seiner Entlassung aus der Armee schloss sich Feige im November 1975 dem Oberligaabsteiger Hansa Rostock an. Dort suchte man nach mehreren nicht geglückten Versuchen noch immer einen Ersatz für den zum 1. FC Magdeburg abgewanderten Mittelstürmer Joachim Streich. Am 10. DDR-Liga-Spieltag, dem 15. November 1975, wurde Feige in der Begegnung Einheit Güstrow – FC Hansa (1:1) als Mittelstürmer erstmals eingesetzt. Auf dieser Position spielte Feige zehn Punktspiele in ununterbrochener Reihenfolge, ehe er von Rainer Jarohs abgelöst wurde. In diesen Spielen erzielte Feige fünf Tore. Am Ende der Saison hatte Hansa den Wiederaufstieg erreicht. In der folgenden Saison 1976/77 spielte Feige zunächst nur in der Nachwuchsoberliga-Mannschaft. Erst als der Stürmer Gerhard Krentz zu Beginn der Rückrunde ausfiel, kam Feige wieder in die erste Mannschaft und hatte am 19. Februar 1977 im Spiel Wismut Aue – FC Hansa (0:0) als Linksaußenstürmer seinen ersten Oberligaeinsatz. Er absolvierte fünf Oberligaspiele hintereinander auf wechselnden Positionen, auch im Mittelfeld, blieb aber ohne Torerfolg. Anschließend wurde er durch den jungen Bernd Köhler ersetzt und wieder in die Nachwuchsmannschaft zurückversetzt.
Nach dem Abschluss der Saison 1976/77 wurde Feige beim FC Hansa ausdelegiert, und er schloss sich dem DDR-Ligisten TSG Bau Rostock an. Hier wurde er zunächst abwechselnd im Mittelfeld und im Angriff eingesetzt, ab 1981 stand er in der Abwehr. 1984 beendete Feige 34-jährig seine Laufbahn als Leistungssportler, nachdem er für die TSG Bau innerhalb von sieben Spielzeiten 142 Punktspiele bestritten hatte und damit eine Bilanz von 88 Prozent aller Meisterschaftsspiele erreichte.